# Marten Jozef Geeraerts

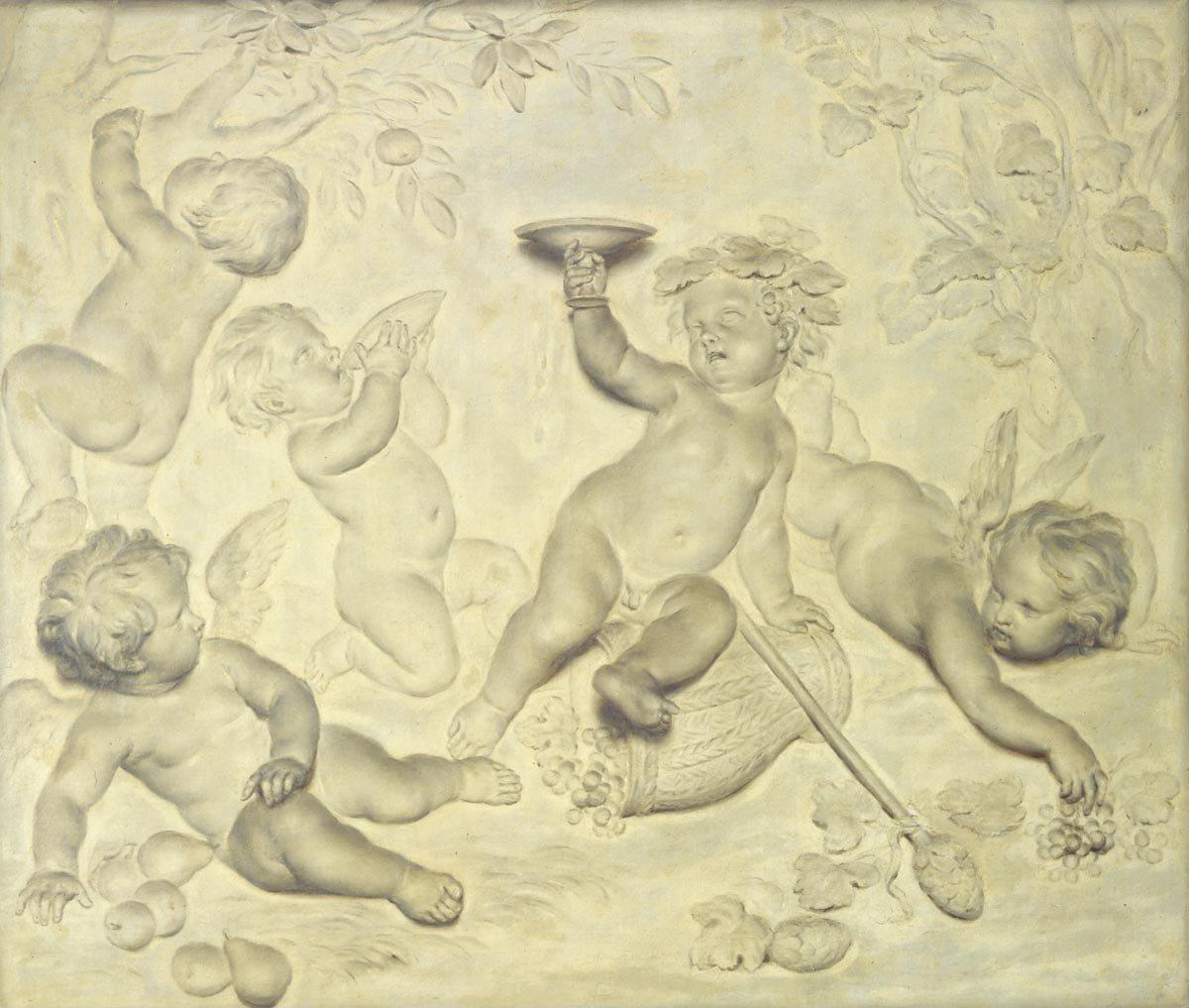
Otoño, pintura en grisalla (óleo sobre lienzo), ahora en el Mauritshuis

Marten Jozef Geeraerts (Amberes, 7 de abril de 1707–Amberes, 16 de febrero de 1791) fue un pintor histórico flamenco. Nacido en Amberes, estaba destinado a la abogacía y estudió en el Colegio de los Jesuitas. Sin embargo, prefiriendo el arte, se convirtió en alumno de Abraham Godijn y fue nombrado libre del Gremio de San Lucas en 1731. En 1741 se convirtió en uno de los seis directores de la Academia de Amberes, cargo que ocupó gratuitamente. Murió en Amberes en 1791. Destacó en la pintura en grisalla a imitación de bajorrelieves, de los que quedan los siguientes ejemplos:
- Amberes. Galería. Las Bellas Artes. 1760.
- Bruselas. Galería. Cristo y los discípulos en Bmaus, El Salvador en casa de Simón el fariseo, Los hijos de Aarón castigados con fuego del cielo, La mujer sorprendida en adulterio, Abraham y Melquisedec, El sacrificio de Abraham y El sacrificio de Eli
- La Haya. Museo. Otoño
- Lille. Museo. Niños con una cabra .
- Viena. Galería. Cupido y Psique .

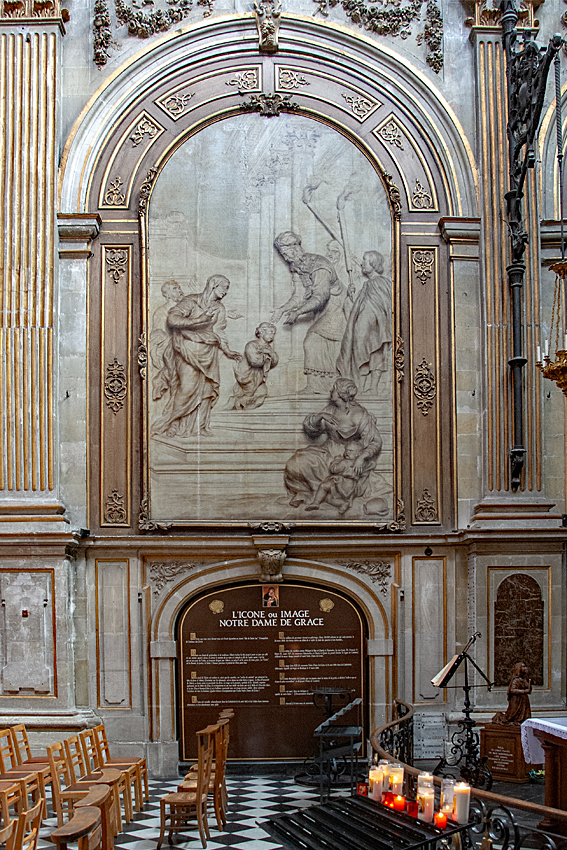
Pintura trampantojo de Geeraerts, Nôtre Dame de Grâce, Cambrai

Entre 1756 y 1760 realizó nueve pinturas trampantojos de grisalla para la iglesia de la abadía de Cambrai, que más tarde se convertiría en la Catedral de Notre-Dame-de-Grâce.